# Parobisium
Parobisium es un género de pseudoscorpiones de la familia Neobisiidae.  Se distribuye por  Norteamérica y Asia oriental.

## Especies
Según Pseudoscorpions of the World 1.2::
- Parobisium anagamidensis (Morikawa, 1957)
  - Parobisium anagamidensis anagamidensis
  - Parobisium anagamidensis esakii
  - Parobisium anagamidensis morikawai
- Parobisium charlotteae Chamberlin, 1962
- Parobisium flexifemoratum (Chamberlin, 1930)
- Parobisium hastatus Schuster, 1966
- Parobisium hesperum (Chamberlin, 1930)
- Parobisium hesternus Schuster, 1966
- Parobisium imperfectum (Chamberlin, 1930)
- Parobisium longipalpus Hong, 1996
- Parobisium magnum (Chamberlin, 1930)
  - Parobisium magnum chejuense
  - Parobisium magnum magnum
  - Parobisium magnum ohuyeanum
- Parobisium martii Mahnert, 2003
- Parobisium robustiella Hong, 1996
- Parobisium scaurum Mahnert, 2003
- Parobisium titanium Mahnert, 2003
- Parobisium utahensis Muchmore, 1968
- Parobisium vancleavei (Hoff, 1961)

## Publicación original
- Chamberlin, 1930: A synoptic classification of the false scorpions or chela-spinners, with a report on a cosmopolitan collection of the same. Part II. The Diplosphyronida (Arachnida-Chelonethida). Annals and Magazine of Natural History, ser. 10, n. 5, p.1-48 & 585-620.